# Cine Drive-in
O Cine Drive-in é um cinema drive-in localizado em Brasília, Brasil.

## História
Inaugurado em 25 de agosto de 1973, quando o cinema drive-in era moda no Brasil, é o último remanescente dessa época.
O cinema é o tema de um longa metragem que está sendo produzido pelo diretor Ibere Carvalho.

## Funcionamento
O estacionamento do cinema tem capacidade para 500 carros, acomodando aproximadamente 2,5 mil pessoas. Possui uma tela de projeção cinematográfica com 312 m² e o sistema de som é sincronizado com o som do carro em uma estação FM específica.
A empresa que opera o drive-in, possui parceria com o Ministério da Cultura que fornece subsidio para complementação de renda. Em contrapartida, os filmes exibidos, estão fora do circuito comercial e, principalmente, voltados para a família, como comédias românticas e filmes de animação.